# Agatha Christie's Poirot
Agatha Christie's Poirot é uma série da televisão Britânica do canal ITV que foi ao ar de 1989 até 2013. Estrelada por David Suchet como o fictício detetive de Agatha Christie, Hercule Poirot. Foi produzido originalmente pela LWT e, nas últimas temporadas, produzido pela ITV Studios. Nos Estados Unidos, e em Portugal, a série é intitulada apenas por Poirot.
O ator David Suchet foi recomendado para fazer o papel de Poirot pela família de Agatha Christie, que o tinha visto no papel de Blott na adaptação televisiva de Tom Sharpe, Blott on the landscape. David Suchet disse que se preparou lendo todos os romances de Poirot e cada pequena história e característica de descrição sobre o personagem. David Suchet disse para The Strand Magazine: "Eu tinha um bloco de notas num lado e um monte de histórias sobre o outro lado e, dia após dia, semana após semana, eu li a maior parte da dos romances de Agatha Christie sobre Hercule Poirot e anotei as características dele até que eu tinha um arquivo completo da documentação do personagem. E então era o meu negócio não só saber o que e como ele era, mas tornam-se gradualmente ele. Eu tinha de se tornar ele antes de começar a filmar."
Segundo muitos críticos e entusiastas, a caracterização de David Suchet é considerada a interpretação mais precisa de todos os atores que fizeram Poirot, e mais próximo do personagem nos livros.
Em 2007, Suchet falou sobre seu desejo de filmar todas as demais histórias do personagem e esperava consegui-lo até a data do seu 65 º aniversário (Maio de 2011). Em Fevereiro de 2009, foi anunciado que uma outra temporada de quatro histórias foi encomendada pela ITV. Os quatro romances incluem "Os Relógios", "Tragédia em Três Atos", "A Noite das Bruxas", e "Crime no Expresso Oriente". A nova série foi feita, e os restantes romances também foram adaptados para novas temporadas, até ao ano de 2013, e ambos com um esmagador sucesso de audiências.
Em Portugal, algumas temporadas da série foram exibidas com imenso sucesso através da RTP1 durante os anos 90 e em ocasiões especiais. As temporadas também foram reexibidas inúmeras vezes pela RTP Memória, com imenso sucesso de audiências.
Actualmente a série é uma das novas apostas da nova grelha de programação do Memória, e recentemente as primeiras 6 temporadas foram reexibidas entre 2ª feira, dia 20 de Outubro de 2015, de 2ª a 6ª feira, e 3ª feira, dia 29 de Dezembro de 2015, no horário das 10h e das 19h, e foi substituída pela série «As Aventuras de Sherlock Holmes» de 1984, na 2ª feira, dia 4 de janeiro de 2015, actualmente em exibição, com novo horário, às 19h e às 2h. Mas apesar do sucesso da sua substituta, o final desta série na RTP Memória foi um bocado impopular nas redes sociais.

## Elenco
- David Suchet - Hercule Poirot
- Hugh Fraser - Capitão Arthur Hastings (1989-2002)
- Philip Jackson - Inspetor Chefe Japp (1989-2002)
- Pauline Moran - Miss Felicity Lemon (1989-2002)
- Zoë Wanamaker - Ariadne Oliver (2005 -)
- David Yelland - George (2006 -)

## Temporadas

### 1ª Temporada - (1989)
- 1º episódio - The Adventure of the Clapham Cook (A Aventura da Cozinheira de Clapham)
- 2º episódio - Murder in the Mews (Morte nos Estábulos)
- 3º episódio - The Adventure of Johnnie Waverly (A Aventura de Johnnie Waverly)
- 4º episódio - Four and Twenty Blackbirds (24 Melros)
- 5º episódio - The Third Floor Flat (O Apartamento do 3º Andar)
- 6º episódio - Triangle At Rhodes (Triângulo em Rhodes)
- 7º episódio - Problem At Sea (Problema no Mar)
- 8º episódio - The Incredible Theft (O Roubo Inacreditável)
- 9º episódio - The King Of Clubs (O Rei de Paus)
- 10º episódio - The Dream (O Sonho)

### 2ª Temporada - (1990)
- 1º e 2º episódios - Peril at End House (A Casa do Penhasco)
- 3º episódio - The Veiled Lady (A Dama Misteriosa)
- 4º episódio - The Lost Mine (A Mina Perdida)
- 5º episódio - The Cornish Mystery (O Mistério da Cornualha)
- 6º episódio - The Disappearance Of Mr. Davenheim (O Desaparecimento de Mr. Davenheim)
- 7º episódio - Double Sin (Pecados Dobrados)
- 8º episódio - The Adventure of the Cheap Flat (A Aventura do Apartamento Barato)
- 9º episódio - The Kidnapped Prime Minister (O Rapto do Primeiro-Ministro)
- 10º episódio - The Adventure of the Western Star (A Aventura da Estrela do Ocidente)
- 11º episódio - The Mysterious Affair at Styles ( O Misterioso Caso de Styles) (1ª e 2ª Partes)

### 3ª Temporada - (1991)
- 1° episódio -  How Does Your Garden Grow (Como Cultivas o Teu Jardim?)
- 2º episódio - The Million Dollar Bond Robbery (O Roubo de 1 Milhão de Dólares em Títulos)
- 3º episódio - The Affair at the Victory Ball (Crime no Baile da Vitória)
- 4º episódio - Wasp's Nest (Ninho de Vespas)
- 5º episódio - The Tragedy at Marsdon Manor (Tragédia em Marsdon Manor)
- 6º episódio - The Double Clue (A Pista Dupla)
- 7º episódio - Mystery of the Spanish Chest (O Mistério da Arca Espanhola)
- 8º episódio - The Theft of the Royal Ruby (O Roubo do Rubi Real)
- 9º episódio - Plymouth Express  (O Expresso de Plymouth)
- 10º episódio - The Mystery of Hunter's Lodge (O Mistério de Hunter's Lodge)

### 4ª Temporada - (1992)
- 1º episódio - The ABC Murders (Os Crimes ABC) (1ª e 2ª Partes)
- 2º episódio - Death in the Clouds (Morte nas Nuvens) (1ª e 2ª Partes)
- 3º episódio - One, Two, Buckle My Shoe (Uma dose mortal/O enigma do sapato) (1ª e 2ª Partes)

### 5ª Temporada - (1993)
- 1º episódio - The Adventure of the Egyptian Tomb (A Aventura do Túmulo Egípcio)
- 2º episódio - The Underdog (Humilhado)
- 3º episódio - The Yellow Iris (Íris Amarelas)
- 4º episódio - The Case of the Missing Will (O Testamento Desaparecido)
- 5º episódio - The Adventure of the Italian Nobleman (Atribulações dum Nobre Italiano)
- 6º episódio - The Chocolate Box (A Caixa de Chocolates)
- 7º episódio - Dead Man's Mirror (O Espelho da Vítima)
- 8º episódio - Jewel Robbery at the Grand Metropolitan (Roubo de Jóias no Grand Metropolitan)

### 6ª Temporada - (1994/1996)
- 1º episódio - Hercule Poirot's Christmas (O Natal de Hercule Poirot) (1ª e 2ª Partes)
- 2º episódio - Hickory Dickory Dock (Morte na Rua Hickroy) (1ª e 2ª Partes)
- 3º episódio - Murder on the Links (Assassinato no campo de Golfe) (1ª e 2ª Partes)
- 4º episódio - Dumb Witness (Testemunha Muda) (1ª e 2ª Partes)

### 7ª Temporada - (2000)
- 1º episódio - The Murder of Roger Ackroyd (O Assassinato de Roger Ackroyd) (1ª e 2ª Partes)
- 2º episódio - Lord Edgware Dies (A Morte de Lord Edgware/Treze á mesa) (1ª e 2ª Partes)

### 8ª Temporada - (2001/2002)
- 1º episódio - Evil Under the Sun (Morte ao Sol/Morte na praia ) (1ª e 2ª Partes)
- 2º episódio - Murder in Mesopotamia (Morte na Mesopotâmia) (1ª e 2ª Partes)

### 9ª Temporada - (2004)
- 1º episódio - Five Little Pigs (Os Cinco Porquinhos) (1ª e 2ª Partes)
- 2º episódio - Sad Cypress (Cipreste Triste) (1ª e 2ª Partes)
- 3º episódio - Death on the Nile (Morte no Nilo) (1ª e 2ª Partes)
- 4º episódio - The Hollow(A Mansão Hollow) (1ª e 2ª Partes)

### 10ª Temporada - (2005/2006)
- 1º episódio - The Mystery of the Blue Train (O Mistério do Trem Azul) (1ª e 2ª Partes)
- 2º episódio - Cards on the Table (Cartas na Mesa) (1ª e 2ª Partes)
- 3º episódio - After the Funeral (Depois do Funeral) (1ª e 2ª Partes)
- 4º episódio - Taken at the Flood (Seguindo a Correnteza ) (1ª e 2ª Partes)

### 11ª Temporada - (2008/2009)
- 1º episódio - Mrs McGinty's Dead (A Morte da McGinty) (1ª e 2ª Partes)
- 2º episódio - Cat Among the Pigeons (Um Gato entre os Pombos) (1ª e 2ª Partes)
- 3º episódio - Third Girl (A Terceira Moça) (1ª e 2ª Partes)
- 4º episódio - Appointment with Death (Encontro com a Morte) (1ª e 2ª Partes)

### 12ª Temporada - (2010/2011)
- 1º episódio - The Clocks (Os Relógios) (1ª e 2ª Partes)
- 2º episódio - Three Act Tragedy (Tragédia em Três Actos) (1ª e 2ª Partes)
- 3º episódio - Halloween Party (A Noite das Bruxas) (1ª e 2ª Partes)
- 4º episódio - Murder on the Orient Express (Assassinato no Expresso do Oriente) (1ª e 2ª Partes)

### 13ª e Última Temporada - (2013)
- 1º episódio - Elephants Can Remember (Os Elefantes Não Esquecem) (1ª e 2ª Partes)
- 2º episódio - The Big Four (Os Quatro Grandes) (1ª e 2ª Partes)
- 3º episódio - Dead Man's Folly (A Extravagância do Morto) (1ª e 2ª Partes)
- 4º episódio - The Labours of Hercules (Os Trabalhos de Hércules)
- 5º e Último Episódio - Curtain: Poirot's Last Case (O Último Caso de Poirot) (1ª e 2ª Partes)